# Szákszend

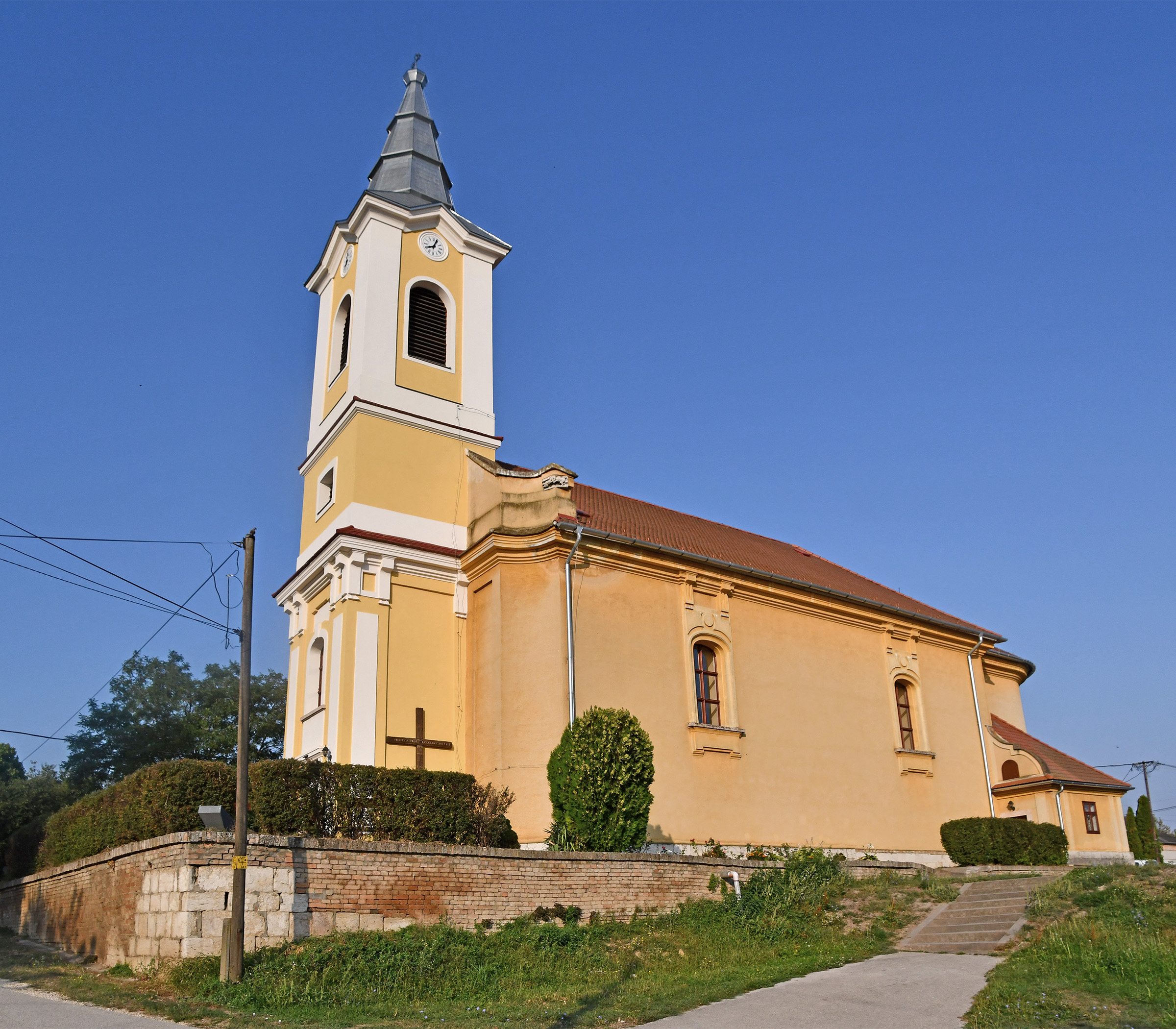
Röm.-kath. Kirche Munkás Szent József

Szákszend ist eine ungarische Gemeinde im Kreis Oroszlány im Komitat Komárom-Esztergom.

## Geografische Lage
Szákszend liegt 18 Kilometer südwestlich des Komitatssitzes Tatabánya und 13,5 Kilometer nordöstlich der Kreisstadt Oroszlány. Nachbargemeinden sind Nagyigmánd, Kocs, Kömlőd, Dad und Császár.

## Geschichte
Szákszend entstand 1984 durch die Zusammenführung der Dörfer Szák und Szend.
„Szák“ ist ein Personenname; die Sippe Szák zog im 13. Jahrhundert durch die Komitate Tolna und Veszprém in das Komitat Komárom. Erstmals wurde das Dorf 1281 (Zaak) und 1326 (Zak) in Urkunden erwähnt. Besitzer war die Sippe Csák, die es dem König schenkte. König Sigismund (1368–1437) gab Landgüter an László Gordovai Fancsa, danach war dieses Gebiet das Eigentum von Benedek Battyán und der Familie Törög. Im Jahr 1541 wurde es nach 6 Höfen besteuert, zwei Jahre später, im Jahr 1543, wurde es von den Osmanen zerstört. 1630 begann Graf Ferenc Nádasdy mit der Neubevölkerung der Siedlung durch evangelische Slowaken. Sie umfasste einen See, eine Mühle und einen Sägebetrieb. Hier wurden die besten Ziegel des Komitats hergestellt. 
„Zend“ wurde 1421 urkundlich erwähnt und ebenfalls 1543 von den Osmanen zerstört. Ab 1643 wurde es im Eigentum der Familie Csáky wieder bevölkert.
Im 18. Jahrhundert befanden sich beide Siedlungen im Besitz der Familie Esterházy. Sie wurden 1856 bzw. 1892 durch Brände stark verwüstet.
Während der beiden Weltkriege starben 119 Szákszender als Helden Ungarns.

## Verkehr
Durch Szákszend verläuft die Landstraße Nr. 8144. Es bestehen Busverbindungen nach Nagyigmánd. Der nächstgelegene Bahnhof Nagyigmánd-Bábolna befindet sich 15 Kilometer nordwestlich.
Es gab eine Eisenbahnhaltestelle Szák-Szend an der Linie Nr. 13 der Ungarischen Staatsbahnen, der Verkehr wurde jedoch im Jahr 2007 eingestellt.